# Беспалова, Раиса Макаровна
Раиса Макаровна Беспалова (по мужу Еремеева; 21 января 1925, Курилово — 18 декабря 1993, Саранск) — советская оперная певица (меццо-сопрано), педагог, народная артистка РСФСР (1970).

## Биография
Раиса Макаровна Беспалова (Еремеева) родилась 21 января 1925 года в селе Курилово Саранского уезда (ныне — в Ромодановском районе, Мордовия) в крестьянской семье. Эрзянка по национальности. Участвовала в работе драматического кружка.
В 1944—1949 годах училась в Мордовской национальной оперной студии при Саратовской консерватории им. Л. Собинова, затем до 1952 года — в Саратовской консерватории.
С августа 1952 года была солисткой Мордовского ансамбля песни и пляски «Умарина». С 1959 года была солисткой Государственного музыкально-драматического театра Мордовской АССР (c 1969 года — Театр музыкальной комедии, сейчас Музыкальный театр имени И. М. Яушева). Однако в 1973 году была вынуждена уйти из театра.
В 1973—1989 годах работала педагогом в Саранском музыкальном училище им. Л. П. Кирюкова.
Избиралась депутатом Саранского горсовета (1957 год) и Совета Национальностей Верховного Совета СССР (1962 год).
Умерла 18 декабря 1993 года в Саранске.

## Семья

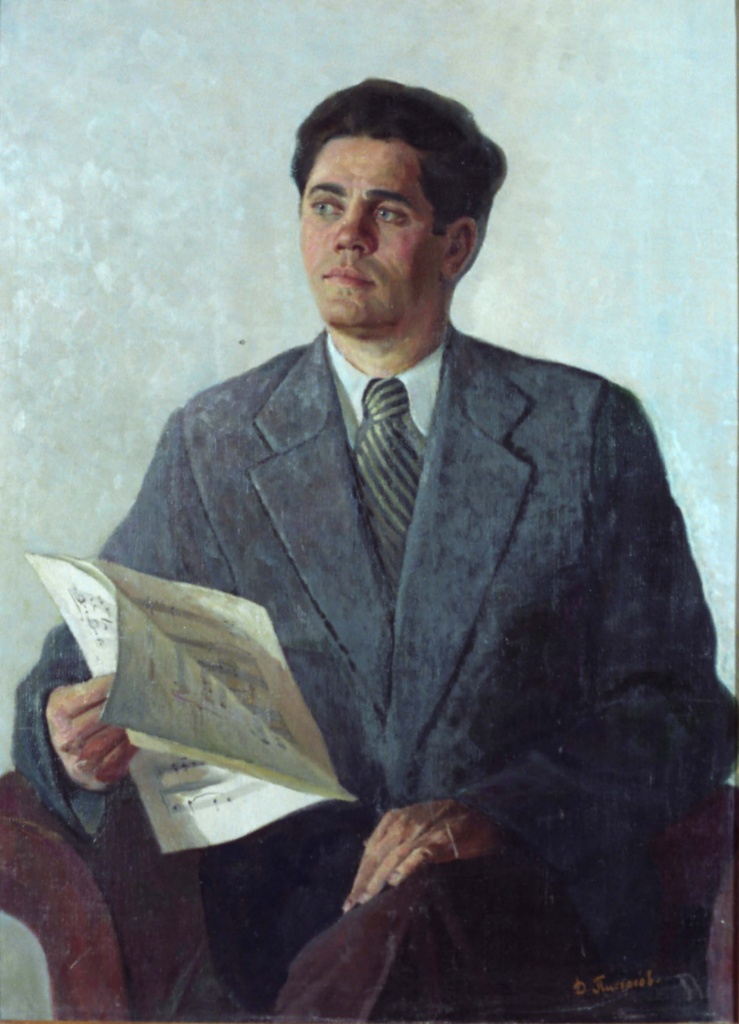
Писчасов Д. И. (1915—1984). Портрет заслуженного артиста МАССР Д. И. Еремеева. Холст, масло. 84х61,5.1954

- Отец — Макар Фомич Беспалов, эрзянин, играл на балалайке, любил петь.
- Мать — Крестиния Силантьевна Хлопотова.
- Муж — певец (тенор) Дмитрий Иванович Еремеев (1927—2006), заслуженный артист РСФСР[1], народный артист Мордовской АССР.

## Награды и премии
- Орден «Знак Почёта» (07.03.1960)[2].
- Народная артистка Мордовской АССР (1964).
- Заслуженная артистка РСФСР (07.02.1966)[3].
- Народная артистка РСФСР (12.06.1970).
- медали.

## Арии в операх
- «Пиковая дама» П. Чайковского — Полина
- «Кармен» Ж. Бизе — Кармен
- «Чио-Чио-сан» Дж. Пуччини — Сузуки
- «Литова» Л. П. Кирюкова — Литова и Варда
- «Сильва» И. Кальмана — Сильва
- «Марица» И. Кальмана — Марица
- «Лакме» Л. Делиба — Малика
- «Евгений Онегин» П. Чайковского — Ольга
- «Весёлая вдова» ф. Легара — Ганна
- «Нормальня» Л. Кирюкова — Важяй
- «Цыганский барон» И. Штрауса — Чипра
- «Севастопольский вальс» К. Листова — Нина
- «Вольный ветер» И. Дунаевского — Клементина
- «Русалка» А. Даргомыжского — Княгиня
- «В бурю» Т. Хренникова — Аксинья
- «Невеста грома» К. Акимова и Ф. Атянина — Царица Туча